# Борис Луканов
Борис Луканов Цонев е български актьор, носител на Аскеер за цялостно творчество от 2016г.

## Биография
Борис Луканов е роден на 15 юни 1936 г. в град Ловеч.
Самодеец в театралната училищна група и самодейния театър при читалището в Ловеч. Първата му роля е на Леополд Шубер в пиесата „Разлом“ на Борис Лавренов. Поставена е от учителя по български език и литература Трифон Хинов.
Завършва Пълно средно смесено училище „Христо Кърпачев“ (Ловеч) (1954) и специалност „актьорско майсторство“ във Висшия институт за театрално изкуство „Кръстьо Сарафов“ в класа на проф. Стефан Сърчаджиев през 1959 г.
Работи като актьор в Драматичен театър „Йордан Йовков“ Толбухин (1960 – 1961), Варненски общински театър Варна (1961 – 1982) и Народния театър „Иван Вазов“ от 1982 г. Актьор на свободна практика от 2000 г. във „Варненския театър“ и в София. Предпочита изяви в роли от пиеси на класиците на световната литература Горки, Чехов, Тургенев, Шекспир, Леонов и др. Работи с най-добрите режисьори, сред които са Станчо Станчев, Ц. Цветков, Олег Ефремов, Асен Шопов, Вили Цанков, Енчо Халачев, Руси Карабалиев, Александър Морфов и др.
Член на Съюз на артистите в България (1977) и Съюза на българските филмови дейци (1979).
Участва в 48 български игрални филма. Превъзходно играе ролите на видни и значими личности от различни историчски епохи: Йован Ристич („Легенда за Паисий“, 1963 г.), проф. Александър Цанков („По дирята на безследно изчезналите“, 1979 г.), д-р Александър Пеев („Сами сред вълци“, 1979 г.), генерал-лейтенант Иван Маринов („Ударът“, 1981 г.), Гьорче Петров („Мера според мера“, 1981 г.), д-р Кръстю Кръстев („Дело 205/1913“, 1984 г.), Кавхан Етх („Борис I“, 1985 г.), Стефан Стамболов („Мечтатели“, 1987 г.), бащата на Дали („Дали“, 1991 г.) и др. Участва в испанска и френска продукция, в които партнира на Майкъл Куин и Кристоф Ламбер.
През 2017 г. Луканов играе във филма „Вездесъщият“.

## Награди
- „Заслужил артист“ (1977).
- Орден „Кирил и Методий“ – III ст.
- „Първа награда“ на районен пПреглед на българската драма и театър (1975).
- „Награда за актьорско майсторство“ от Съюза на артистите в България (1976).
- „Награда САБ за най-добра мъжка роля“ в пиесата „Прокурорът“ (1977).
- „Награда СБФД за най-добра мъжка роля“ за ролята на (д-р Александър Пеев) във филма „Сами сред вълци“ (1979).
- „Награда за най-добра мъжка роля в телевизионен филм“ за ролята на (д-р Александър Пеев) във филма „Сами сред вълци“(Варна, 1980).
- Орден „Червено знаме на труда“
- Провъзгласен за Почетен гражданин на Ловеч на 27 януари 1983 г. „за заслуги към театралното и филмово изкуство на страната и развитието на културния живот на града“.[3]
- Почетна награда за цялостен принос на Националния филмов център от фестивала „Златна роза“ (Варна, 2011).[4]
- Удостоен с почетния знак „Златен век“ – печат на Симеон Велики (2014) [5]

## Театрални роли
- „Най-бедното място на земята“ (Галина Д. Георгиева)
- „Чайка“ (А. П. Чехов)
- „Буря“ (Уилям Шекспир)
- „Червено и кафяво“ (Иван Радоев)
- „Мизантроп“ (Жан-Батист Молиер)

## Телевизионен театър
- „Тяхната последна любов“ (1991) (сц. Милко Милков, реж. Георги Аврамов)
- „Жребий“ (1989) (Васил Пекунов)
- „Коловоз“ (1989) (Владимир Арро)
- „Експериментът“ (1988) (Кирил Топалов)
- „Дълъг ден“ (1988) (Виктория Токарева) – д-р Николай Егоров
- „Делото „Опенхаймер““ (Хайнер Кипхарт), 2 части
- „Прокурорът“ (1987) (Георги Джагаров)
- „Великото чудо“ (1986) (Николай Георгиев)
- „Царска милост“ (1984) (Камен Зидаров), 2 части
- „Надморска височина“ (1983) (Емил Марков) – следователя
- „Краят остава за вас“ (1979) (от Георги Данаилов, реж. Роксена Кирчева)
- „Неспокойна старост“ (Леонид Рахманов) (1978)

## Филмография
| Година      |  | Филми и Сериали                                                            | Серии | Копродукции                                                                     | Роля |
| ----------- |  | -------------------------------------------------------------------------- | ----- | ------------------------------------------------------------------------------- | --- |
| 2021        |  | Порталът                                                                   | 6     |                                                                                 | Слави Панайотов през 2019 година |
| 2021        |  | Рая на Данте                                                               |       |                                                                                 | Антон |
| 2019        |  | Пътуващо кино                                                              |       |                                                                                 | |
| 2017        |  | Вездесъщият                                                                |       |                                                                                 | Василоев |
| 2015        |  | Дякон Левски                                                               | 2     |                                                                                 | Найден Геров |
| 2014        |  | На границата (тв сериал)                                                   | 6     |                                                                                 | стареца |
| 2010        |  | Свещена светлина                                                           |       |                                                                                 | директорът |
| 2004        |  | Хотел България (тв сериал)                                                 | ?     |                                                                                 | Дичо |
| 2004        |  | Къщата                                                                     |       |                                                                                 | гинекологът |
| 2002        |  | Йоан XXIII. Папата на мира (Papa Giovanni – Ioannes XXIII)                 |       | Франция/Канада/Белгия                                                           | посланик Богомолев |
| 2001        |  | Версенжеторикс (Vercingétorix) Друиди (алтернативно заглавие)              |       | Франция/Канада/Белгия                                                           | гал |
| 2000        |  | Хайка за вълци (тв сериал)                                                 | 6     |                                                                                 | вуйчото на изнасилената и убитата |
| 1997        |  | Рекет (Il Racket)) Гражданинът въстава (алтернативно заглавие) (тв сериал) | 6     | Италия                                                                          | |
| 1993        |  | Цикълът Сименон (Cycle Simenon)                                            | 5     | Франция                                                                         | (в IV серия Les gens d'en face – 1982)                                                                                                |
| 1992        |  | Път за никъде (Дорога никуда)                                              |       | Украйна                                                                         | |
| 1992        |  | Криза в Кремъл (Crisis in the Kremlin)                                     |       | САЩ                                                                             | генерал Чернов |
| 1991        |  | Дали (Dalí) Дали с „Д“ като Деус (алтернативно заглавие)                   |       | Испания/България                                                                | бащата на Дали |
| 1990        |  | Тишина                                                                     |       |                                                                                 | |
| 1990        |  | Живот на колела (тв сериал)                                                | 5     |                                                                                 | инженер Герчев |
| 1990        |  | Удавникът                                                                  |       |                                                                                 | градския секретар |
| 1988        |  | Черните рамки                                                              | 3     |                                                                                 | полковник Димитров |
| 1988        |  | Черните рамки (тв сериал)                                                  | 5     |                                                                                 | полковник Димитров |
| 1989        |  | Зона В-2                                                                   |       |                                                                                 | Виделов |
| 1989        |  | Заплахата                                                                  |       |                                                                                 | Дочев |
| 1988 – 1996 |  | Новите приключения на Арсен Люпен (Le retour d'Arsène Lupin) (тв сериал)   | 20    | Франция/Канада/Италия/Швейцария/Белгия/Полша/България/Куба/Португалия/Югославия | (в XVIII серия: „Herlock Sholmes s'en mêle“-1995)                                                                                     |
| 1987        |  | Някой пред вратата                                                         |       |                                                                                 | съпругът на Лиляна |
| 1987        |  | Мечтатели                                                                  |       |                                                                                 | Стефан Стамболов |
| 1987        |  | Един ден на доктор Андронова (тв)                                          |       |                                                                                 | познат на д-р Андронова |
| 1986        |  | Ешелоните                                                                  |       |                                                                                 | Богдан Филов |
| 1985        |  | Горещи следи (тв сериал)                                                   | 4     |                                                                                 | полковник Първанов |
| 1985        |  | Последният езичник                                                         |       |                                                                                 | Кавхан Етх |
| 1985        |  | Мъгливи брегове (Берега в тумане...)                                       |       | СССР/България                                                                   | Антон Христов |
| 1985        |  | Тази хубава зряла възраст                                                  |       |                                                                                 | лекарят Труфчев |
| ?           |  | Може би утре, може би никога...                                            | 2     |                                                                                 | президентът |
| 1985        |  | Забравете този случай                                                      |       |                                                                                 | Стефан Петров, следовател |
| 1985        |  | Борис I                                                                    | 2     |                                                                                 | Кавхан Етх |
| 1985        |  | Тази кръв трябваше да се пролее                                            |       |                                                                                 | полковник Грозданов |
| 1984        |  | Кажи им, майко, да помнят (тв сериал)                                      | 6     |                                                                                 | генерал Камбуров (в 5 серии: I, II, III, IV и V)                                                                                      |
| 1984        |  | Нощем с белите коне (тв сериал)                                            | 6     |                                                                                 | Спасов |
| 1984        |  | В името на народа (тв сериал)                                              | 8     |                                                                                 | Методи, партийния секретар |
| 1984        |  | Стената                                                                    |       |                                                                                 | главният следовател |
| 1984        |  | Дело 205/1913 П. К. Яворов                                                 |       |                                                                                 | д-р Кръстю Кръстев |
| 1983        |  | Завръщане                                                                  |       |                                                                                 | Петър |
| 1983        |  | Хотел „Централ“                                                            |       |                                                                                 | Златев |
| 1983        |  | Ако те има                                                                 |       |                                                                                 | боцманът |
| 1982        |  | Есенно слънце                                                              |       |                                                                                 | Асен Вълчев |
| 1982        |  | Предупреждението (Die Mahnung)                                             |       | ГДР/България/СССР/Унгария                                                       | Васил Коларов |
| ?           |  | Цигуларката                                                                |       |                                                                                 | |
| ?           |  | Есента на един следовател                                                  |       |                                                                                 | Петров |
| 1982        |  | Най-тежкият грях                                                           |       |                                                                                 | професор Нарцис Стефанов |
| 1982        |  | Отражения                                                                  |       |                                                                                 | Тошо, бащата |
| 1981        |  | Мера според мера (тв сериал)                                               | 7     |                                                                                 | Гьорче Петров |
| 1981        |  | Мера според мера                                                           | 3     |                                                                                 | Гьорче Петров |
| 1981        |  | Не трябва, Старик, не трябва                                               |       |                                                                                 | „Старика“, командирът на поделението                                                                                                  |
| 1981        |  | Ударът                                                                     |       |                                                                                 | генерал-лейтенант Иван Маринов |
| 1981        |  | Йо-хо-хо                                                                   |       |                                                                                 | професорът |
| 1981        |  | Милост за живите                                                           |       |                                                                                 | Динков (Динката) |
| 1981        |  | Търновската царица                                                         |       |                                                                                 | Смилов |
| 1980        |  | Въздушният човек                                                           |       |                                                                                 | |
| 1979        |  | Сами сред вълци (тв сериал)                                                | 5     |                                                                                 | д-р Александър Пеев (Боевой), бивш царски офицер, ръководител на съветската шпионска мрежа за България (в 5 серии: I, II, III, IV, V) |
| 1979        |  | Бедният Лука                                                               |       |                                                                                 | Антон |
| 1979        |  | Тайфуни с нежни имена (тв сериал)                                          | 3     |                                                                                 | Макс Брунер |
| 1978        |  | По дирята на безследно изчезналите (тв сериал)                             | 4     |                                                                                 | проф. Александър Цанков, министър-председателят                                                                                       |
| 1977        |  | Юлия Вревска                                                               | 2     | България/СССР                                                                   | френски генерал |
| 1976 – 1980 |  | Записки по българските въстания (тв сериал)                                | 13    |                                                                                 | Георги Пенев (в 2 серии: IV и V) |
| 1975        |  | Присъствие                                                                 |       |                                                                                 | директорът на института |
| 1974        |  | Магистрала                                                                 |       |                                                                                 | |
| 1973        |  | Като песен                                                                 |       |                                                                                 | |
| 1969, 1971  |  | На всеки километър (тв сериал)                                             | 26    |                                                                                 | (във II серия „Двете китари“ – 1969)                                                                                                  |
| 1963        |  | Легенда за Паисий                                                          |       |                                                                                 | Йован Ристич, образования младеж |